# Амаларих
Амаларих (Amalrich; Amalarich; Amalarico; Amalaric; * 502 – + 531 в Барселона) е крал на вестготите от 526 до 531 година. Внук на Теодорих Велики

## Биография
Амаларих е син на крал Аларих II и Теудигота, дъщеря на Теодорих Велики. Той е още дете, когато баща му през 507 г. пада в битката при Вуйе (Vouillé) до Поатие против краля на франките Хлодвиг I. На трона се качва Гезалех, извънбрачният син на Аларих II и управлява от 507 до 511, понеже Амаларих е още непълнолетен. Гезалех е слаб като крал, Теодорих Велики го смъква и изгонва и номинално поема управлението, макар че назначава заместник-регентите Теудис (Theudis) и Иба, Луивирит и Ампелий.
През 522 година Амаларих е обявен за крал и след смъртта на дядо му Теодорих през 526 г. получава пълната царска власт на Иберийския полуостров и на част от Лангедок. Прованс отива при братовчед му Аталарих.
Амаларих се жени през 526/527 г. за Клотилда Млада, дъщеря на Хлодвиг I и Клотилда Бургундска. Амаларих е привърженик на арианството. Той се опитва и с тормоз да откаже съпругата си от католическата вяра. Това е причина католическият крал на франките Хилдеберт I да нападне царството на вестготите. В битката при Нарбона Хилдеберт I побеждава войските на Амаларих. Амаларих бяга в Барселона и там е убит от своите хора през 531 година.
С неговата смърт родът на Амаларих изчезва. Новият крал на вестготите става Теудис.